# Paryphoconus kiefferi
Paryphoconus kiefferi är en tvåvingeart som beskrevs av Lane 1956. Paryphoconus kiefferi ingår i släktet Paryphoconus och familjen svidknott. Inga underarter finns listade i Catalogue of Life.